# Ejektorpump

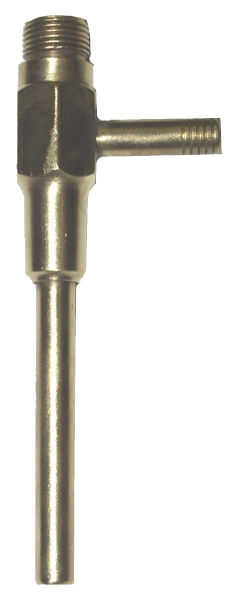
Ejektorpump.

I en ejektorpump, även kallad strålpump, skapas ett undertryck genom att en vätske- eller gasstråle expanderar i en ejektorkammare. Ejektorpumpen behöver alltså i de flesta fall en annan pump eller tryckkälla för att fungera. Ejektorpumpens karakteristika liknar, inom vida gränser så länge det drivande mediet ej är ånga, de rotodynamiska pumparnas.
Speciellt för ejektorpumparna är att det drivande mediet blandar sig med det som skall pumpas och att pumparna kan byggas för en kapacitet många gånger större än storleken hos det drivande flödet. Ejektorpumpar kan även användas för att åstadkomma en kontrollerad blandning av två delflöden - dosering.
En annan egenskap är att pumpen saknar rörliga delar och kan byggas med stora genomlopp - en sådan pump kan således klara att pumpa exempelvis kraftigt förorenad vätska. Strålpumpen är även självrensande i och med att det drivande mediet strömmar baklänges ut i sugledningen om tryckledningen stängs. Detta sammantaget gör ejektorpumparna synnerligen driftsäkra och de används därför på svåråtkomliga platser, som länspumpar där föroreningar annars skulle äventyra funktionen osv.
En typ av ejektorpump är vattensugen - en ejektor byggd att med tryckvatten pumpa gas eller luft - och denna kan användas för evakuering av exempelvis en annars inte självsugande centrifugalpump. Ibland byggs en ejektor in i samma hus som en centrifugalpump som utformas så att en tillräckligt stor mängd vätska alltid blir kvar i pumphuset. På så sätt blir pumpen i viss utsträckning självsugande.
Friströmspumpen kan sägas vara en kombination av ejektorpump och rotodynamisk pump sammanbyggt i ett och samma hus - pumphjulet sitter i ett sedvanligt snäckhus, men vid sidan av pumpens huvudflöde och pumpen blir därigenom mer okänslig för föroreningar samt får (på bekostnad av trycket) ett flöde avsevärt större än själva löphjulet är stort nog att hantera.